# Curcuma meraukensis
Curcuma meraukensis är en enhjärtbladig växtart som beskrevs av Theodoric Valeton. Curcuma meraukensis ingår i släktet Curcuma och familjen Zingiberaceae. Inga underarter finns listade i Catalogue of Life.